# Constantina, Algeria
Constantina  (în arabă قسنطينة) este un oraș în Algeria. Este reședința provinciei Constantina. Populația comunei este de 448.374 de locuitori (2008).

## Personalități născute aici
- Françoise Arnoul (1931 - 2021), actriță franceză;
- Claude Cohen-Tannoudji (n. 1933), fizician francez, Premiul Nobel pentru Fizică.